# Kunstjahr 1515
Liste der Kunstjahre

◄◄ | ◄ | 1511 | 1512 | 1513 | 1514 | Kunstjahr 1515 | 1516 | 1517 | 1518 | 1519 | ► | ►►

Weitere Ereignisse
Dieser Artikel behandelt das Kunstjahr 1515.

## Ereignisse

### Architektur und Bildhauerei

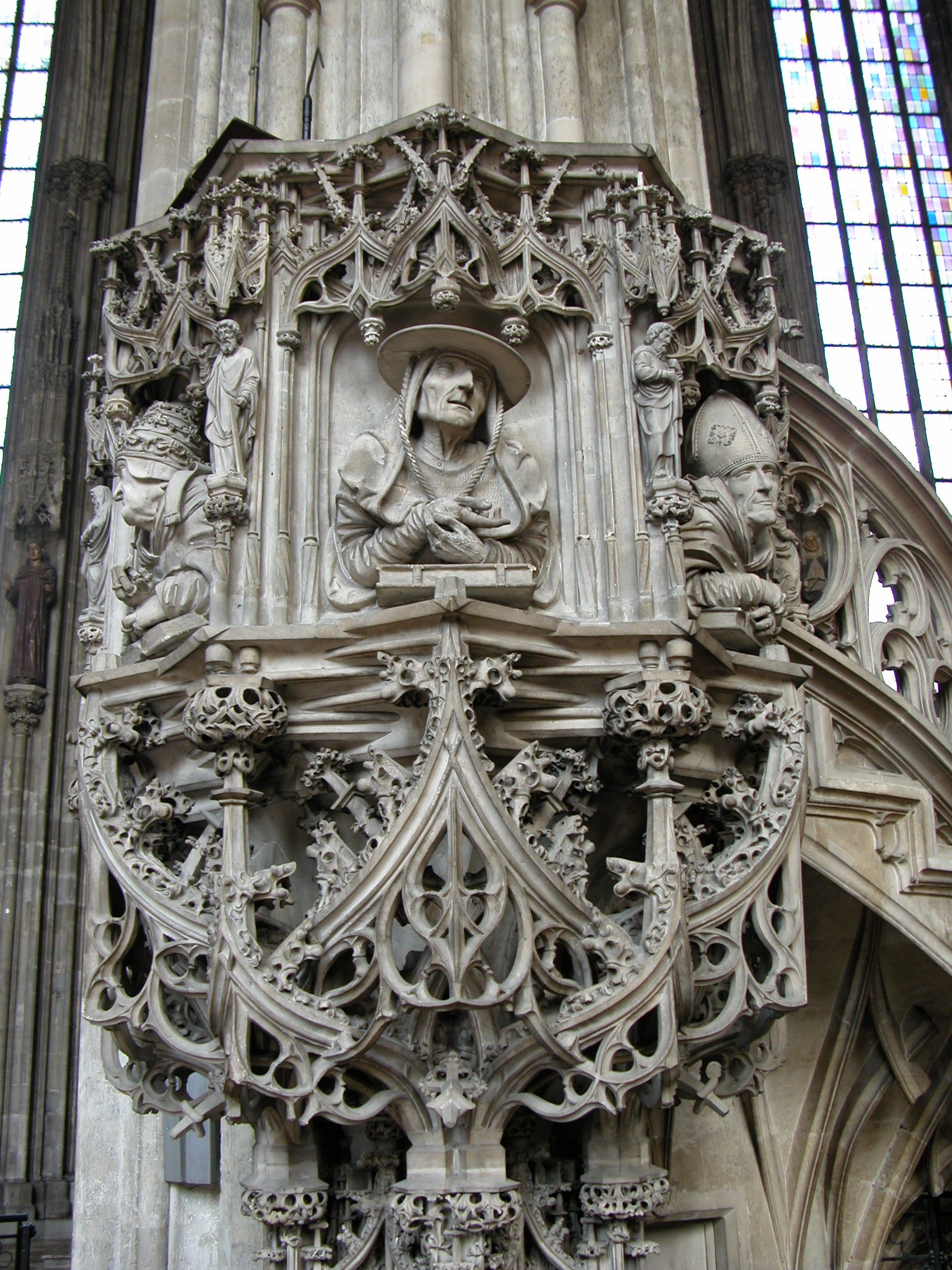
Die sechseckige Domkanzel im Wiener Stephansdom

- Die aus Breitenbrunner Kalksandstein gefertigte gotische Kanzel des Stephansdoms in Wien wird fertiggestellt.
- Nach dem Tod Anton Pilgrams wird Gregor Hauser sein Nachfolger als Dombaumeister am Stephansdom.
- Der Bau des im spätgotischen Stil errichteten St.-Annen-Klosters und der dazugehörigen Kirche in Lübeck wird nach rund 13-jähriger Bauzeit fertiggestellt.
- Der portugiesische König Manuel I. gibt den Bau des Torre de Belém in Auftrag, heute eines der Wahrzeichen Lissabons im Stil der Manuelinik.

### Malerei

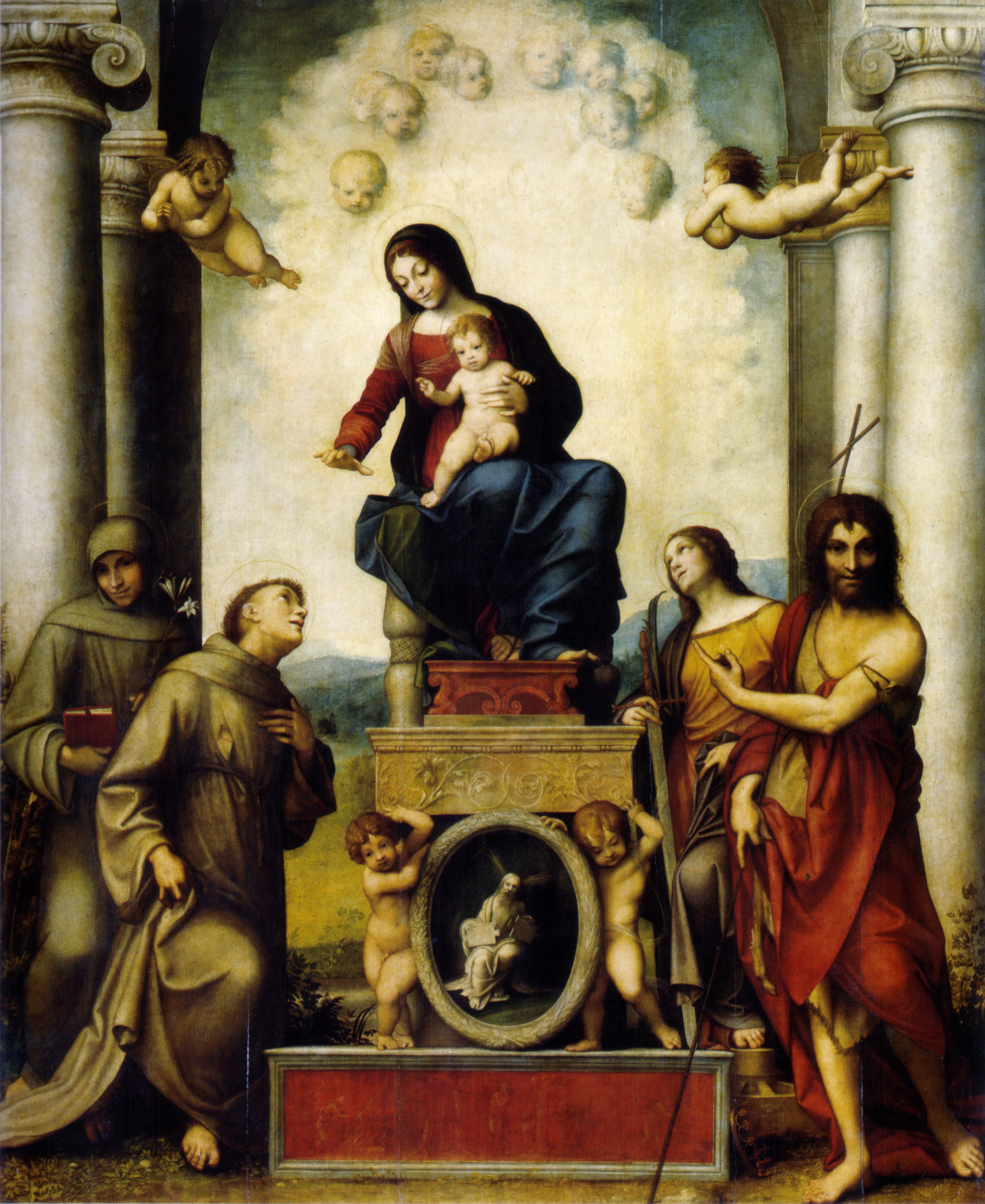
Die Madonna des Heiligen Franziskus

Antonio da Correggio vollendet in seinem Heimatort Correggio das Altarbild Die Madonna des heiligen Franziskus. Er übergibt es am 4. April seinen Auftraggebern, den Mönchen des Minoritenklosters. Dargestellt ist eine Sacra Conversazione, eine Darstellung der thronenden Madonna gemeinsam mit Heiligen in einer spirituellen Konversation. Dieses Bild gilt als erstes eigenständiges Gemälde von Correggio, in dem er als einer der ersten Künstler nach Raffael den Stil des 15. Jahrhunderts Quattrocento in den des 16. Jahrhunderts Cinquecento überführt. Damit werden hier erste barocke Anklänge sichtbar.
- Albrecht Dürer fertigt den Holzschnitt Rhinocerus.
- Joachim Patinir und Gerard David werden in der Antwerpener Lukasgilde aufgenommen.
- Anlässlich einer Hochzeit erhält Jacopo da Pontormo den Auftrag für das Gemälde Josef in Ägypten.

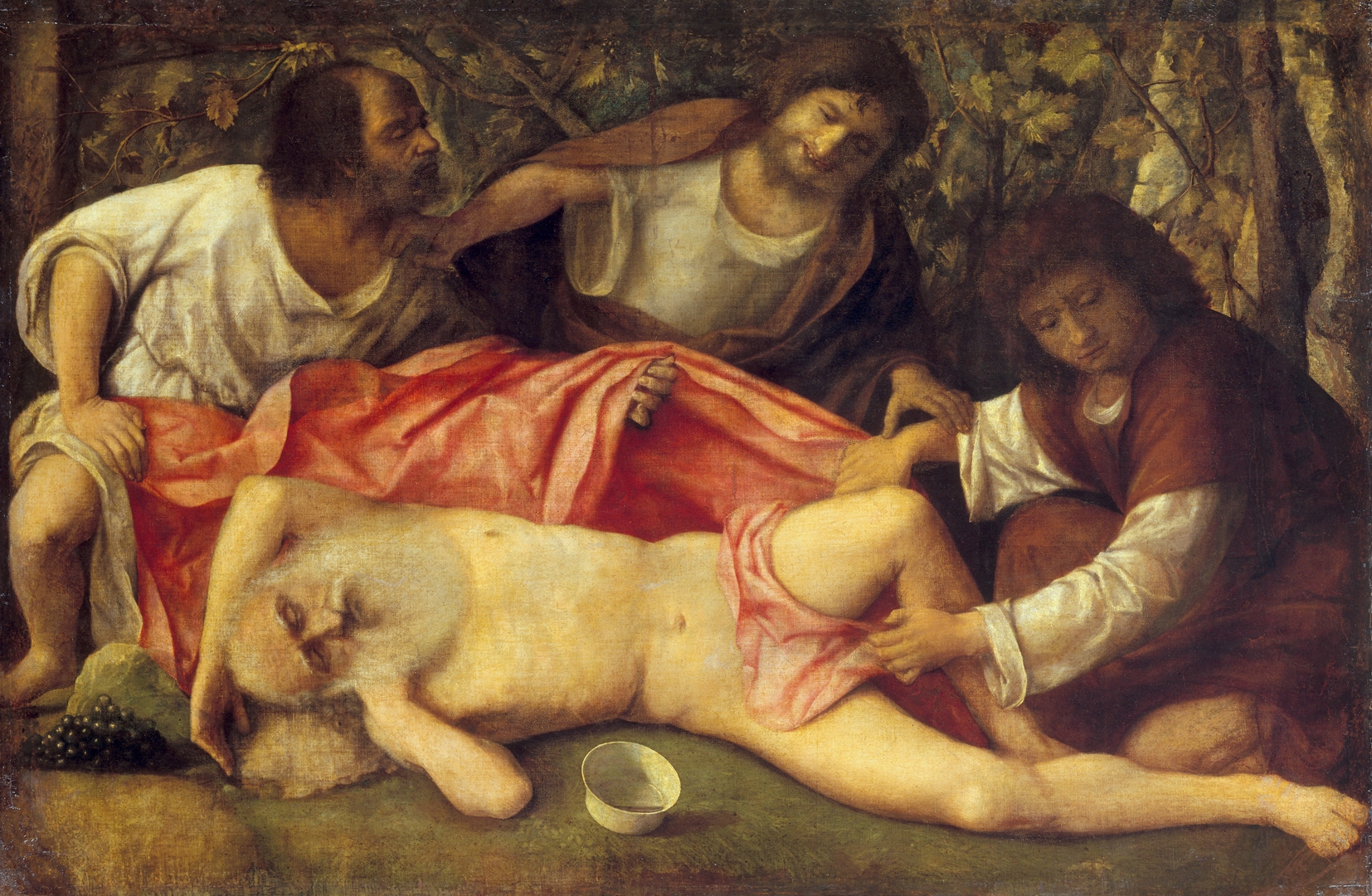
Bellini: Die Trunkenheit Noahs

- um 1515: Giovanni Bellini fertigt in Öl auf Leinwand das Gemälde Die Trunkenheit Noahs.

### Sonstiges
- 1514/1515: Der kaiserliche Hofdrucker Johann Schönsperger druckt in Augsburg das Gebetbuch Maximilians I..

## Geboren

### Geburtsdatum gesichert
- 4. Oktober: Lucas Cranach der Jüngere, deutscher Maler und Graphiker († 1586)

### Genaues Geburtsdatum unbekannt
- Nicolas Beatrizet, französischer Kupferstecher in Italien († 1565)
- Pierre Lescot, französischer Architekt und Bildhauer († 1578)

### Geboren um 1515
- Lambert Sustris, niederländischer Maler († wahrscheinlich nach 1591)

## Gestorben

### Todesdatum gesichert

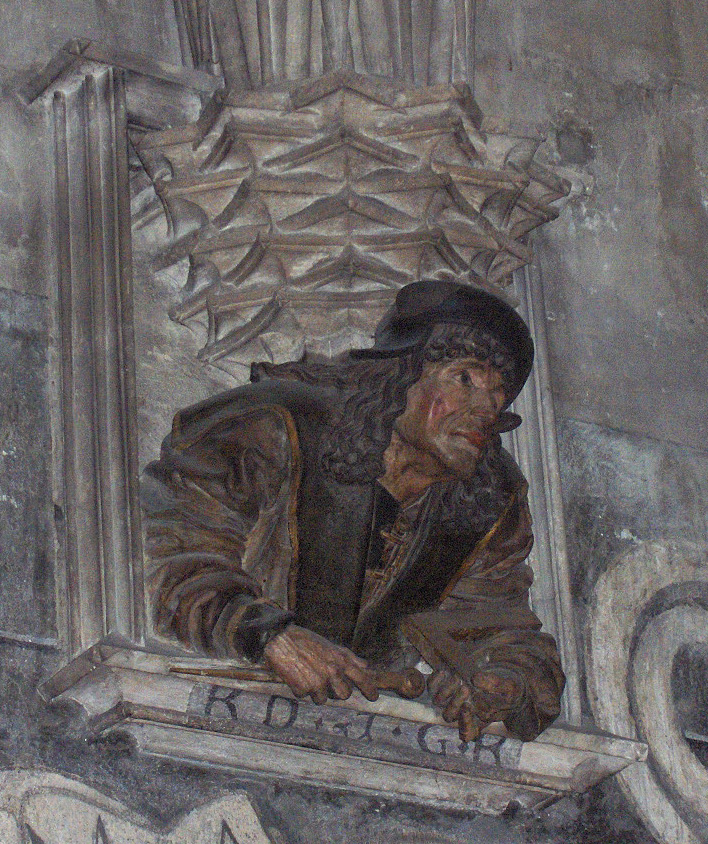
Porträt im Wiener Stephansdom unter dem Orgelfuß

- 23. März: Giacomo Cozzarelli, italienischer Architekt, Bildhauer, Bronzegießer und Maler (* 1453)
- 5. November: Mariotto Albertinelli, italienischer Maler (* 1474)

### Genaues Todesdatum unbekannt
- Giovanni Giocondo, italienischer Dominikaner, Humanist, Altertumsforscher, Architekt und Architekturtheoretiker (* 1433)
- Pietro Lombardo, italienischer Bildhauer und Baumeister (* um 1435)
- Anton Pilgram, österreichischer Baumeister und Bildhauer (* um 1460)